# 太陽まりい
太陽 まりい（たいよう まりい）は、日本の漫画家。女性。岡山県出身。代表作は「ギャルごはん」(ヤングアニマル)。

## 来歴
ペンネームは、「太陽」は沈んでも上る太陽からの願掛けで、「まりい」はグラビアアイドルらしい名前のイメージから。
『木馬の恋』でまんがカレッジ2011年4月期佳作。

## 作品リスト

### 漫画作品
- 『黄金の酔拳士』小学館〈少年サンデーコミックス〉全3巻（『クラブサンデー』2012年5月11日 - 2013年7月19日）[3]
- 『騎乗戦士モクバさん』小学館〈裏少年サンデーコミックス〉全4巻（『裏サンデー』2014年3月6日 - 2015年1月8日）[4]
- 『ギャルごはん』白泉社〈ヤングアニマルコミックス〉全10巻（『ヤングアニマル』2017年1号 - 2020年7号）[5]
- 異世界転生したけどパンツを錬成する能力しかありません（『週刊ヤングジャンプ』2020年47号）
- 『男子高校生だけどギャルにTSしました』KADOKAWA〈ドラゴンコミックスエイジ〉既刊1巻（『ドラドラしゃーぷ＃』2024年3月23日 - 連載中）[6]

### その他
- あそびあそばせ（テレビアニメ、2018年）第2話エンドカード

## 師匠
- 高橋のぼる[7]